# Deutsche Beachhandball-Meisterschaften 1999/Männer
Das Turnier der Männer der Deutsche Beachhandball-Meisterschaften 1999 waren nach drei Jahren inoffizieller Meisterschaften die erste offiziell vom Deutschen Handballbund ausgerichtete Deutsche Meisterschaft im Beachhandball. Es wurde parallel zum Turnier der Frauen ausgetragen.
Die Teilnehmer der Meisterschaft qualifizierten sich dafür über eine vorgeschaltete Reihe von Turnieren, der DHB-Beachhandball-Masters-Serie, in der je nach Erfolgen Punkte gesammelt werden konnten. Am Ende qualifizierten sich 18 Männermannschaften. Austragungsort war das VGH Stadion am Meer in Cuxhaven-Duhnen.
Den Titel gewannen die Spieler der TSG Münster, die später zum BHC Beach & Da Gang Münster werden sollten und schon 1997 den zweiten noch inoffiziellen Titel gewonnen hatten. Im Finale wurden wie schon zwei Jahre zuvor die BHC Sand Devils Minden bezwungen. Der inoffizielle Meister des Vorjahres, der TSV Schmiden, gewann die Bronzemedaille. Das Finale wurde von den Schiedsrichtern Bernd und Reiner Methe geleitet.

## Spielgruppen
| Gruppe 1              | Gruppe 2          | Gruppe 3                       | Gruppe 4                   |
| --------------------- | ----------------- | ------------------------------ | -------------------------- |
| Odder´s Team          | Peach Boys Berlin | Druidenzirkel Schmiden         | Die Auf Frischer Göppingen |
| TV Jahn Wahn          | VTV Mundenheim    | TSV Wolfschlugen               | Lehre Storks               |
| Augustiner-Mönche     | TSV Wietzendorf   | HSG Irmenach-Kleinich-Horbruch | Pirates Ochsenfurt         |
| Ostgallien Bartenbach | TSG Münster       | BHC Sand Devils Minden         | Waldau Ducks               |
| Karawane Münster      |                   | Die Sandgranaten Minden        |                            |

## Finalrunde
Spiel um Platz 3
|  | Druidenzirkel Schmiden | – | TSV Wietzendorf | 2:0 (20:11, 23:12) |

Finale
|  | TSG Münster | – | BHC Sand Devils Minden | 2:0 (20:18, 15:14) |

## Platzierungen in der Masters-Serie und in der Meisterschaft
| Nation                         | Masters-Serie | Meisterschaft |
| ------------------------------ | ------------- | ------------- |
| TSG Münster                    | 02            | 01            |
| BHC Sand Devils Minden         | 06            | 02            |
| Druidenzirkel Schmiden         | 17            | 03            |
| TSV Wietzendorf                | 12            | 04            |
| Odder´s Team                   | 11            | 05            |
| Augustiner-Mönche              | 14            | 06            |
| Lehre Storks                   | 15            | 07            |
| Die Auf Frischer Göppingen     | 07            | 08            |
| Peach Boys Berlin              | 04            | 09            |
| VTV Mundenheim                 | 08            | 10            |
| TSV Wolfschlugen               | 16            | 11            |
| HSG Irmenach-Kleinich-Horbruch | 08            | 12            |
| Pirates Ochsenfurt             | 05            | 13            |
| Karawane Münster               | 01            | 14            |
| Ostgallien Bartenbach          | 13            | 15            |
| Waldau Ducks                   | 10            | 16            |
| TV Jahn Wahn                   | 18            | 17            |
| Die Sandgranaten Minden        | 03            | 17            |